# Péninsule électrique
Une péninsule électrique est un territoire dont les ressources en électricité sont principalement assurées par connexion à un réseau électrique, via des lignes à haute tension en nombre limité, dans une configuration en général analogue à celle d'une péninsule géographique dépendant fortement de ses échanges selon une direction principale. En conséquence, le développement des capacités de production électrique locales et les autres actions augmentant l'autonomie de la zone, réduisent les inconvénients, temporaires ou chroniques, de cette situation.
En France, la Bretagne est souvent définie comme une péninsule électrique car située en bout de réseau et avec une production propre très inférieure à leur consommation (10% de ses besoins en énergie en 2020. Les Alpes-Maritimes ont également été qualifiées de péninsule énergétique bien que ce ne soient pas une péninsule géographique, mais RTE déclare en 2019 que ce n’est plus le cas.